# Lilleø (Roskilde Fjord)
 For alternative betydninger, se Lilleø. (Se også artikler, som begynder med Lilleø)
Lilleø er en ubeboet ø i Roskilde Fjord. Den ligger ud for kysten af Jyllinge, og er den største og nordøstligste af Jyllinge Holme. Øen udgør et areal på ca. 11 hektar, har ca. 1.700 m kyststrækning, og består mod øst af en bakkekam på 8 meters højde, og mod vest af lav strandeng.

## Historie
Ligesom resten af fjordlandskabet, dannedes Lilleø af smeltevandet i slutningen af seneste istid. Da isen smeltede og landskabet opstod omkring 10.000 fvt., var fjordområdet frodigt, og vandet rigt på østers. På Lilleø er fundet spor efter mindst fem bopladser fra Yngre stenalder.
Jyllinge refereres første gang i 1171 under navnet Iuleghe, af hvilket første led måske betyder "den gule", hvilket kan være en reference til et ældre navn for Lilleø.
Både Lilleø og andre steder i fjorden bærer præg af stenfiskeri. Sten blev fjernet fra land og fra vand omkring Jyllinge Holme fra starten af det 20. århundrede, indtil det i 1933 blev forbudt at fjerne sten i en afstand af 180 meter fra kysten i hele fjorden. Fjernelsen af sten kombineret med gravning af østersskaller i 1950'erne har øget vandgennemstrømningen i fjorden, og bevirket at de lavere landområder på Lilleø og de øvrige holme eroderes, og mindskes med tiden.

## Fugleliv
Roskilde Fjord er et af Danmarks vigtigste leve- og yngleområder for vandfugle, og hvert år yngler 250-300 fuglepar af 12-13 forskellige arter på Lilleø. I særdeleshed for havternen er Lilleø en vigtig yngleplads.
Ligesom resten af fjorden er Lilleø udpeget til beskyttelse under Natura 2000-forordningen, og i fuglenes ynglesæson fra 1. april til 15. juli er færdsel forbudt indenfor 50 meter af kysten.
Jagtforeningen Jyllinge Holme forestår naturplejen på Lilleø, bl.a. ved at fåregræsning holder bevoksningen nede, og forhindrer den i at vokse sig til krat.